# Роџерс (Арканзас)
Роџерс (енгл. Rogers) град је у америчкој савезној држави Арканзас.

## Демографија
По попису из 2010. године број становника је 55.964, што је 17.135 (44,1%) становника више него 2000. године.
| Група             | 2000.          | 2010.          |
| Белци             | 29.866 (76,9%) | 34.718 (62,0%) |
| Афроамериканци    | 184 (0,5%)     | 801 (1,4%)     |
| Азијати           | 556 (1,4%)     | 1.431 (2,6%)   |
| Хиспаноамериканци | 7.490 (19,3%)  | 17.619 (31,5%) |
| Укупно            | 38.829         | 55.964         |